# 小花蛛毛苣苔
小花蛛毛苣苔（学名：Paraboea thirionii）为苦苣苔科蛛毛苣苔属下的一个种。

## 扩展阅读
- 維基物種上的相關：小花蛛毛苣苔